# Radiador auxiliar de graves
El radiador auxiliar de graves es un tipo de altavoz o refuerzo para altavoz.
El sistema radiador auxiliar de graves también se llama sistema de laberinto acústico, sistema de línea de transmisión o, simplemente, ABR (en inglés, siglas de Auxiliary Bass Radiator). 
Como el bassreflex, su finalidad es proporcionar un refuerzo de graves.
Se trata de un sistema similar al bassreflex pero en lugar de un simple orificio en forma de tubo convencional, este tubo se pliega en forma de laberinto.
Una proporción considerable de la caja acústica alberga un conducto plegado cuya longitud se elige para determinar su resonancia en función de una baja frecuencia concreta. Por encima de esta frecuencia de resonancia, el sonido es absorbido por los materiales aislantes de la propia caja.
Su principal inconveniente es que tienen un color de sonido más pobre, pues las frecuencias medias no se emiten.
- Datos: Q6096090